# Херули
Херули (на латински: Eruli или Heruli, на старогръцки: Έρουλοι) са източногерманско племе, което за пръв път се споменава малко след 250 г. на Черно море, по-точно Северното причерноморие, река Дунав, и долен Рейн.
Херулите участват през втората половина на III век в морските нападения на готите и стигат до областта Атика, където през 267/68 г. ограбват Атина. През IV век са известни като наемници в Древен Рим. Една група създава собствено кралство в Панония през 470 г., което през 510 г. е покорено от лангобардите.
По време на управлението на император Анастасий I те са усмирени и заселени в прибрежна Дакия, но по-късно при Юстиниан I отново започват да създават затруднения на Византия. Част от тях се връща на север от Дунав и влиза в съюз с гепидите, а останалата част запазва отпуснатите им от ромеите селища на юг от реката, където живеели неподчинени от византийците. Херулите не плащали данъци на Източната римска империя, напротив - те самите получавали от ромеите ежегоден данък, изпращан им от василевса със специални пратеници. В замяна на това те били задължени да оказват на ромеите военна помощ като съюзници.